# Civrieux-d’Azergues
Civrieux-d'Azergues település Franciaországban, Rhône megyében. Lakosainak száma 1633 fő (2022. január 1.). Civrieux-d’Azergues Chazay-d'Azergues, Dommartin, Lozanne és Marcilly-d'Azergues községekkel határos.

## Népesség
A település népességének változása:
| Lakosok száma | 1520 | 1524 | 1549 | 1515 | 1533 | 1537 | 1550 | 1591 | 1633 |
|               | 2013 | 2015 | 2016 | 2017 | 2018 | 2019 | 2020 | 2021 | 2022 |